# Xã Middleton, Quận Turner, Nam Dakota
Xã Middleton (tiếng Anh: Middleton Township) là một xã thuộc quận Turner, tiểu bang Nam Dakota, Hoa Kỳ. Năm 2010, dân số của xã này là 238 người.